# Euthalia erana
Euthalia erana är en fjärilsart som beskrevs av De Nicéville 1893. Euthalia erana ingår i släktet Euthalia och familjen praktfjärilar. Inga underarter finns listade i Catalogue of Life.